# Liste der Kulturdenkmale in Fremdiswalde
In der Liste der Kulturdenkmale in Fremdiswalde sind die Kulturdenkmale des Grimmaer Ortsteils Fremdiswalde verzeichnet, die bis Juli 2024 vom Landesamt für Denkmalpflege Sachsen erfasst wurden (ohne archäologische Kulturdenkmale). Die Anmerkungen sind zu beachten.
Diese Aufzählung ist eine Teilmenge der Liste der Kulturdenkmale in Grimma.

## Fremdiswalde
| Bild                                    | Bezeichnung                                                                | Lage                         | Datierung | Beschreibung | ID       |
| --------------------------------------- | -------------------------------------------------------------------------- | ---------------------------- | --- | --- | -------- |
| Weitere Bilder                          | Kirche mit Ausstattung, Kirchhof mit Grabmalen und Einfriedung             | Fremdiswalde (Karte)         | 13. Jahrhundert (Kirche); um 1250 (Reste Wandmalerei); 17./18. Jahrhundert (Grabsteine); um 1900 (Kanzel); 1904 (Orgel) | Spätromanische Chorturmkirche, baugeschichtlich, ortsgeschichtlich und ortsbildprägend von Bedeutung. - Kirche: spätromanische Chorturmkirche, verputzter Bruchsteinbau, eingezogener Chorturm mit Apsis, Saalbau mit Eingangsanbau, Turm mit Satteldach, Chor und Turm in Schieferdeckung, Satteldach in Biberschwanzdeckung - Friedhof: - Erbbegräbnis Hermann Seydel (gest. 1909) - Erbbegräbnis Gutsbesitzer Artur Seydel (gest. 1918)/(gest. 1901 Ehrhardt Seydel) - Erbbegräbnis Schaarschuh (um 1940) | 08973528 |
| Direkt Bild zu diesem Denkmal hochladen | Kriegerdenkmal für die Gefallenen des Ersten Weltkrieges                   | Fremdiswalde 4 (vor) (Karte) | Um 1920 | Von ortshistorischer Bedeutung - Kriegerdenkmal: steinerne Wand mit Relieffeld (gefallener Soldat), darunter Inschrifttafel mit Namen der Toten, Abschluss: Kugel mit eisernem Kreuz und Inschrift „Für uns“, „Erlitten den Heldentod.“ und Namen der Toten, „Sie gaben Ihr alles, Ihr Leben, Ihr Blut, Sie gaben es hin mit Heiligem Mut für uns“ - Einfriedung: als Eisenzaun und Baumanpflanzung (Linden)                                                                                                 | 08973526 |
| Direkt Bild zu diesem Denkmal hochladen | Pfarrhaus und Scheune eines Pfarrhofes                                     | Fremdiswalde 6 (Karte)       | 18. Jahrhundert | Pfarrhaus schlichter Putzbau, Scheune in Lehmbauweise, von ortshistorischer Bedeutung. - Pfarrhaus: zweigeschossig, verputzter Massivbau, Fensterfassaden, Sohlbänke in Stein, einfache Eingangstür, steiles Satteldach - Scheune: Lehmwellerbau mit Satteldach | 08973527 |
| Direkt Bild zu diesem Denkmal hochladen | Häuslerhaus (mit Anbau) und Seitengebäude eines Häusleranwesens            | Fremdiswalde 33 (Karte)      | 1. Hälfte 19. Jahrhundert                                                                                               | Wohnhaus Obergeschoss vermutlich Fachwerk, Seitengebäude in Lehmbauweise, von sozialhistorischer Bedeutung. - Häuslerhaus: zweigeschossig, Erdgeschoss massiv (Bruchstein), Obergeschoss vermutlich Fachwerk, Satteldach, mehrere Anbauten, ältere Tür (Ende 19. Jahrhundert), insgesamt verputzt - Seitengebäude: Lehmwellerbau, Satteldach | 08973531 |
| Weitere Bilder                          | Turmholländer mit Anbauten (sogenannter Ziegenhof, Windmühle Fremdiswalde) | Fremdiswalde 47b (Karte)     | 1845, Standort älter | Bruchsteinbau mit Haube an altem Mühlenstandort, orts- und technikgeschichtlich von Bedeutung. Turmwindmühle verputzt, Bruchsteinbau mit Haube, konisch, Mühlenflügel nicht mehr vorhanden, Anbauten, urspr. Motorenraum bzw. Speicher, südöstlicher Anbau 1922/1923 errichtet, 1934 umgebaut. | 08973530 |
| Direkt Bild zu diesem Denkmal hochladen | Armenhaus (zwei Hausnummern) mit zwei Nebengebäuden                        | Fremdiswalde 57, 57a (Karte) | Mitte 19. Jahrhundert                                                                                                   | Eingeschossiger Lehmbau, von sozialhistorischer Bedeutung. Eingeschossig, verputzter Lehmbau auf Bruchsteinsockel, Satteldach mit Biberschwanzdeckung, Fenstergewände zum Teil in Holz, Türen und Fenster erneuert, Anbauten an Rückseite. | 08973529 |

## Tabellenlegende
- Bild: Bild des Kulturdenkmals, ggf. zusätzlich mit einem Link zu weiteren Fotos des Kulturdenkmals im Medienarchiv Wikimedia Commons. Wenn man auf das Kamerasymbol klickt, können Fotos zu Kulturdenkmalen aus dieser Liste hochgeladen werden:
- Bezeichnung: Denkmalgeschützte Objekte und ggf. Bauwerksname des Kulturdenkmals
- Lage: Straßenname und Hausnummer oder Flurstücknummer des Kulturdenkmals. Die Grundsortierung der Liste erfolgt nach dieser Adresse. Der Link (Karte) führt zu verschiedenen Kartendiensten mit der Position des Kulturdenkmals. Fehlt dieser Link, wurden die Koordinaten noch nicht eingetragen. Sind diese bekannt, können sie über ein Tool mit einer Kartenansicht einfach nachgetragen werden. In dieser Kartenansicht sind Kulturdenkmale ohne Koordinaten mit einem roten bzw. orangen Marker dargestellt und können durch Verschieben auf die richtige Position in der Karte mit Koordinaten versehen werden. Kulturdenkmale ohne Bild sind an einem blauen bzw. roten Marker erkennbar.
- Datierung: Baubeginn, Fertigstellung, Datum der Erstnennung oder grobe zeitliche Einordnung entsprechend des Eintrags in der sächsischen Denkmaldatenbank
- Beschreibung: Kurzcharakteristik des Kulturdenkmals entsprechend des Eintrags in der sächsischen Denkmaldatenbank, ggf. ergänzt durch die dort nur selten veröffentlichten Erfassungstexte oder zusätzliche Informationen
- ID: Vom Landesamt für Denkmalpflege Sachsen vergebene, das Kulturdenkmal eindeutig identifizierende Objekt-Nummer. Der Link führt zum PDF-Denkmaldokument des Landesamtes für Denkmalpflege Sachsen. Bei ehemaligen Kulturdenkmalen können die Objektnummern unbekannt sein und deshalb fehlen bzw. die Links von aus der Datenbank entfernten Objektnummern ins Leere führen. Ein ggf. vorhandenes Icon  führt zu den Angaben des Kulturdenkmals bei Wikidata.